# 板垣清一郎
板垣 清一郎（いたがき せいいちろう、1915年9月7日 - 1993年10月2日）は、日本の政治家。元山形県知事（5期、在任期間：1973年10月 - 1993年2月）。山形県西村山郡左沢町（現在の大江町）出身。栄典は従三位・勲一等・瑞宝章。

## 来歴・人物
左沢町議を3期務めた板垣米作の長男として生まれる。祖父・井上金太郎は製糸工場を経営し、左沢町長も務めた地域の有力者であった。NHK解説主幹を務めた板垣信幸は従甥。県立寒河江中学校（現在の山形県立寒河江高等学校）を卒業後、1934年東京高等師範学校に入学するが、2年後に腹肋膜炎を患い中退する。
両羽銀行（現在の山形銀行）行員、繊維会社経営を経て、1947年に山形県議会議員に初当選。その後県議会副議長、1962年からは副知事を務めた。1973年に山形県知事に就任。在任中に山形新幹線、山形自動車道や庄内空港といった高速交通網など社会資本の整備、県生涯学習センターの整備、東北芸術工科大学の創設等を行ったほか、テレビユー山形やエフエム山形の開局にも尽力した。
また、北海道東北地方知事会会長、東北自治協議会会長、全国知事会副会長等の全国的要職を歴任した。1993年に健康面の不安から知事の職を辞し、同年に初の山形県名誉県民の称号を受けた。1993年10月2日、慢性呼吸不全による心不全のため、78歳で死去。
自民党・公明党・民社党・社民連など各党の推薦を受け、地元の有力者であった実業家の服部敬雄との関係も大変深かった事もあり、前知事の安孫子藤吉に並ぶ長期政権を築いた。
山形県の絶対権力者として知られる「山形の首領」服部敬雄・山形新聞社社長に対しては、金澤忠雄・山形市長と共に追従する姿勢を取り、服部（天皇）知事・板垣総務部長・金澤庶務課長などと揶揄された。

## 叙位・叙勲
- 1993年10月2日 - 正三位・勲一等・瑞宝章[3]
- 1993年10月15日 - 特旨を以て位記を追賜[3]